# Carl Verbraeken
Carl Verbraeken es un compositor belga y un pedagogo musical, nacido en Amberes (Bélgica), el 18 de septiembre de 1950.
Desde 2011 es presidente de la Unión de Compositores Belgas.

## Biografía
Verbraeken estudia piano con Robert Steyaert y composición musical con Peter Cabus en el Koninklijk Conservatorium Brussel. 